# Priorato di Rumburgh
Il priorato di Rumburgh era un priorato benedettino situato nel villaggio di Rumburgh nella contea inglese del Suffolk. Il priorato fu fondato intorno al 1065 come cellula dell'abbazia di San Benet di Hulme, nel Norfolk. All'epoca del Domesday Book nel 1086 contava 12 monaci. La proprietà del priorato fu trasferita all'abbazia di St Mary a York verso la fine del XII secolo. I monaci di Rumburgh erano particolarmente devoti a Santa Bega, che commemoravano durante la Festa di San Michele.
Il priorato aveva cappelle a Wissett e Spexhall nel Suffolk, ma nel 1528 fu "soppresso" dal cardinale Wolsey e utilizzato per ottenere fondi per la costruzione del suo Cardinal College a Ipswich. I monaci furono obbligati ad unirsi ad altri monasteri dello stesso ordine.
La chiesa del priorato sopravvive come chiesa parrocchiale di Rumburgh, dedicata a San Michele e San Felice, ed è un edificio di interesse storico culturale di I grado. Presenta numerose caratteristiche risalenti al XIII e XV secolo, tra cui un'insolita torre del XIII secolo.